# Pelikan indyjski
Pelikan indyjski, pelikan siwy, pelikan ciemnoskrzydły (Pelecanus philippensis) – gatunek dużego ptaka wodnego z rodziny pelikanów (Pelecanidae), zamieszkujący Azję Południową i Południowo-Wschodnią. Nie wyróżnia się podgatunków.
MorfologiaDługość ciała: 127–152 cm; długość dzioba 28,5–35,5 cm; rozpiętość skrzydeł 213–250 cm, masa ciała 5,1–5,7 kg.
Ubarwienie szarobiałe, końce skrzydeł czarne. Dziób różowawy, worek gardzielowy szarawy z ciemniejszymi, szarymi cętkami. Kończyny szare.
WystępowanieDawniej szeroko rozpowszechniony w południowej Azji, obecnie jego zasięg występowania jest znacznie mniejszy. Obszary lęgowe ograniczone są do zachodnich, południowych i wschodnich Indii, Sri Lanki i Kambodży, niewielka populacja lęgowa na Sumatrze; prawdopodobnie nie lęgnie się już w Mjanmie, a na Filipinach po raz ostatni lęgi stwierdzono w 1972 roku. Poza sezonem lęgowym spotykany także w Nepalu, Mjanmie, Tajlandii, Laosie i Wietnamie.
EkologiaZamieszkuje różnorodne głębokie i płytkie mokradła i zbiorniki wodne, zarówno sztuczne, jak i naturalne, słodkowodne i słone, otwarte i zalesione. Rozmnaża się kolonijnie na krzewach akacji, na wysokich drzewach lub palmach. Żywi się głównie rybami, żerując na otwartych wodach. Niektóre populacje są osiadłe.
StatusIUCN od 2007 roku uznaje pelikana indyjskiego za gatunek bliski zagrożenia (NT, Near Threatened); wcześniej, od 1994 roku klasyfikowano go jako gatunek narażony (VU, Vulnerable). Liczebność światowej populacji szacuje się na około 8700 – 12 000 dorosłych osobników. Liczebność gatunku gwałtownie malała w XX wieku, później się ustabilizowała, a niektóre populacje zaczęły się zwiększać dzięki podjętym działaniom ochronnym. Nadal jednak globalny trend liczebności uznawany jest za spadkowy.